# Xhelil Abdulla
Xhelil Abdulla (mac. Џељиљ Абдула; ur. 25 września 1991 w Skopju) – północnomacedoński piłkarz pochodzenia albańskiego, członek reprezentacji U-21 i seniorskiej.